# QuackShot starring Donald Duck
QuackShot starring Donald Duck (Japans: アイ ラブ ドナルドダック グルジア王の秘宝) is een computerspel dat werd ontwikkeld en uitgegeven door Sega. Het spel kwam in 1991 uit voor de Sega Mega Drive. In Japan maakte het spel onderdeel uit van een compilatiespel voor de Sega Saturn.

## Spel
Donald Duck gaat uitgedost als Indiana Jones op schattenjacht. Hij krijgt daarbij hulp van zijn neefjes Kwik, Kwek en Kwak die hem overal naartoe vliegen, en van Willie Wortel, die hem voorziet van steeds nieuwe soorten rubberen gootsteenontstoppers. Met gele ontstoppers worden de vijanden uitgeschakeld. Een rode ontstopper kan tegen een muur worden geschoten om zo naar boven te kunnen klimmen. De groene ontstoppers worden gebruikt om vliegende objecten af te schieten, om zo grote afstanden te overbruggen. Van het voorwerp 'Spaanse pepers' wordt Donald Duck tijdelijk onoverwinnelijk.

## Personages
- Donald Duck (hoofdpersoon)
- Kwik, Kwek en Kwak (Donalds neefjes, vliegen in het vliegtuig)
- Goofy (in de tempel van Mexico)
- Willie Wortel (hij geeft het kauwgompistool en vult de voorraad aan bij elk bezoek)
- Boris Boef (Donalds vijand in het spel)
- Dagobert Duck (verschijnt in een luie stoel in de intro als in zijn bibliotheek een schatkaart wordt ontdekt)
- Katrien Duck (verschijnt in de intro en aan het eind van het spel)
- Mickey Mouse (verschijnt in een ballon in het tweede deel van het niveau van Duckstad)
- Zwarte Magica (de laatste vijand te bevechten in het spel)
- Guus Geluk (vijand aan het einde van het level Transsylvanië, in de gedaante van een vampier)

## Ontvangst
| Beoordeeld door                     | Datum            | Score |
| ----------------------------------- | ---------------- | ----- |
| Retro Spirit Games                  | 20 mei 2013      | 100%  |
| SEGA-Mag (Objectif-SEGA)            | juli 2007        | 100%  |
| Joystick (Frans)                    | december 1991    | 97%   |
| Micro News                          | december 1991    | 95%   |
| Computer and Video Games (CVG)      | januari 1992     | 89%   |
| Mean Machines                       | januari 1992     | 83%   |
| Gamers (Duitsland)                  | februari 1992    | 75%   |
| Megablast                           | 1992             | 74%   |
| IGN                                 | 23 oktober 2008  | 73%   |
| Digital Press - Classic Video Games | 10 december 2003 | 60%   |